# 大血川
大血川（おおちがわ）は、埼玉県秩父市を流れる荒川支流の一級河川。

## 概要
奥秩父山塊の一つである白岩山付近に源を発する。大血川渓流観光釣場などがある。流路延長は8.5キロメートルで、内埼玉県管理区間としての長さは5.4キロメートルである。また、彩の国クールスポット100選に選ばれている。荒川との合流点付近には石灰岩の鉱床がある。

## 伝承
「大血川」という名前の由来については平将門伝説に因むもので、2つの説がある。
一つは承平天慶の乱により平将門が討死した際に、大陽寺に隠れ住んでいた平将門の妻、桔梗と従者99人が川の源流付近で集団で自害したという説で、また、平将門が討死した際に自害ではなく、救いを求めて大陽寺に逃げ込む際に途中の大日向で追っ手の源経基らの襲撃に会い、打ち首にされたという説もある。いずれにせよその流血で川が七日七晩染まったことから大血川と呼ばれるようになったというものである。桔梗と従者99人を祀った九十九神社が大血川の傍らに建立されている。また、桔梗たちの墓といわれている「桔梗塚」も大血川地区の集落に残されている。
もう一つは自害ではなく、桔梗らは無事に大陽寺にたどり着き、そこで平和に暮らしたという説で、近傍にある川がまるで大蛇（おろち）のように見えたたことから「おろち川」と呼ばれ、そのおろち川が訛化して大血川となったというものである。なお、大血川には大蛇に関わる畠山重忠の出生伝説があり、大陽寺で寺の大師と諏訪湖に棲む大蛇の化身である女性の間に生まれた嬰児を不浄に思い、近くの大血川に流した伝承が残されている。川に流された嬰児は現在の深谷市の畠山に流れ着き、そこで畠山庄司重能に拾われ、畠山重忠として育てられたと言われている。

## 支流
- 西谷
- 鉄砲沢
- 東谷川[3] - 最大の支流で単に「東谷」とも呼ばれる。長さは4キロメートル。
- 向いの沢
- 横岩沢

## 周辺
- 三峰神社
- 三峰口駅
- 太陽寺
- 大血川林道